# Centrale idroelettrica di Demonte
La centrale idroelettrica di Demonte è situata nel comune di Demonte, in provincia di Cuneo.

## Caratteristiche
Si tratta di una centrale a bacino, che sfrutta le acque del torrente Cant dopo che sono state raccolte nel bacino di Fedio dove confluiscono anche le acque (già sfruttate) provenienti dalla centrale di Fedio.
I macchinari consistono in un unico gruppo turbina/alternatore, con turbina Francis ad asse verticale.